# Day Tripper
〈Day Tripper〉는 비틀즈의 노래로 1965년 12월에 〈We Can Work It Out〉과 더블 A 싱글로 출시되었다. 존 레논이 거의 쓴 노래로 레논-매카트니 파트너십 명의를 따른다. 두 곡은 《Rubber Soul》 음반 세션 때 녹음되었다. 싱글은 영국, 아일랜드, 네덜란드, 노르웨이에 차트 정상을 차지했다. 미국의 빌보드 핫 100에서는 〈We Can Work It Out〉가 정상을 차지하는 사이 5위까지 도달했다. 트랙은 일렉트릭 기타 리프를 기반으로 하는 록 노래로 1966년 8월 말 투어를 은퇴할 때까지 콘서트 세트 리스트에 수록되고 있다.

## 작곡 및 녹음
크리스마스 시장에 선보일 새 싱글에 대한 요구의 압박으로, 존 레논은 폴 매카트니가 절을 작업하는 사이 음악 및 가사의 거의 모든 부분을 썼다.
〈Day Tripper〉는 전형적인 레논의 말장난이다. 〈데이 트리퍼는 당일치기 하는 사람을 뜻하잖아요? 유람선 따위를 이용하는 사람들 말이죠. 그런데, [노래는] 무언가 ... 주말의 히피 같아요. 아시겠죠?" 같은 인터뷰에서 레논은 또 이렇게 말했다. "이건 제 거예요. 릭, 기타 브릭, 전체적으로 말이에요." 하지만, 1970년 《롤링 스톤》 인터뷰에서는 〈Day Tripper〉가 자기들 합작의 한 예시라며, 한 협업자가 주요 아이디어가 있고 다른 사람이 이를 취하여 완성했다고 했다. 매카트니는 레논의 구상을 기초로 함께 쓴 것이라고 말했다.
《매니 이어즈 프롬 나우》에서, 매카트니는 〈Day Tripper〉는 마약에 대한 것이며, "그 아이디어에 다소 열정적인 ... 사람에 대한 농담조의 노래"라고 구술했다. 가사 중 "그녀는 골칫덩이야(she's a big teaser)"는 "그녀는 몸만 달아오르게 해(she's a prick teaser)"라는 의중 의미를 내포한다. 음악 평론가 이언 맥도널드에 따르면, 노래는 "... E의 12마디 블루스로 시작하는데, 예상 가능한 B로 되돌아오기 전에 12마디의 관계 단조로 진입하는 페인트 형식을 취한다 (예: 코러스). 이것은 그룹의 또 다른 재간으로, 분명 그들의 새로운 장치로 쓰기로 결정된 재치라고 생각된다."
노래는 1965년 10월 6일 녹음되었다. 비틀즈는 〈Day Tripper〉의 녹음 이후 〈If I Needed Someone〉의 기본 리듬 트랙을 녹음했다.